# Thunderbirds Are Go
Thunderbirds Are Go (auch Thunderbirds) ist eine britische Zeichentrickserie, die seit 2015 produziert wird. Es handelt sich um ein Reboot der Serie Thunderbirds aus den 1960er-Jahren.

## Inhalt
Es handelt sich um eine Neuauflage der von Gerry und Sylvia Anderson geschaffenen Serie Thunderbirds, die die Heldentaten von International Rescue (IR) verfolgt, einer Rettungsorganisation, die von der Familie Tracy von ihrer geheimen Inselbasis im Pazifischen Ozean aus geleitet wird. Sie setzen bei ihren Einsätzen technologisch fortschrittliche Fahrzeuge für die Rettung zu Lande, zu Wasser, in der Luft und im Weltraum ein. Die wichtigsten dieser Fahrzeuge, sind die Thunderbirds, die von den fünf Tracy-Brüdern gesteuert werden.

## Produktion und Veröffentlichung
Die Serie wird von ITV Studios produziert und wurde erstmals am 4. April 2015 auf dem britischen Fernsehsender ITV ausgestrahlt. Die deutsche Fassung wird online bei Prime Video ausgestrahlt.
Die Sendung wurde erstmals am 4. April 2015 ausgestrahlt und endete am 22. Februar 2020 mit 78 Episoden in drei Staffeln. Sie wurde von Kritikern und Fans der Originalserie gut aufgenommen und hat seit ihrer Ausstrahlung mehrere Merchandising-Sparten hervorgebracht.